# Смит, Сесиль
Сесиль Смит (англ. Cecil Elaine Eustace Smith; 14 сентября 1908 года, Торонто, Канада — 1997 год) — фигуристка из Канады, серебряный призёр чемпионата мира 1930 года, двукратная чемпионка Канады 1925 и 1926 годов, участница Олимпийских игр 1924 и 1928 годов в женском одиночном катании. Выступала также в парном катании вместе с Мелвиллем Роджерсом, затем со Стюартом Рибёрном, участница Олимпийских игр 1924 года.

## Спортивные достижения
| Соревнования/Сезоны        | 1923 | 1924 | 1925 | 1926 | 1927 | 1928 | 1929 | 1930 | 1931 | 1932 | 1933 |
| -------------------------- | ---- | ---- | ---- | ---- | ---- | ---- | ---- | ---- | ---- | ---- | ---- |
| Зимние Олимпиады           |      | 6    |      |      |      | 5    |      |      |      |      |      |
| Чемпионаты мира            |      |      |      |      |      |      |      | 2    |      |      |      |
| Чемпионат Северной Америки |      |      | 2    |      | 3    |      |      |      |      |      | 2    |
| Чемпионаты Канады          | 2    |      | 1    | 1    | 2    |      | 2    |      | 2    |      | 2    |

### Пары
(с Роджерсом)
| Соревнования/Сезоны | 1923 | 1924 |
| ------------------- | ---- | ---- |
| Зимние Олимпиады    |      | 7    |
| Чемпионаты Канады   | 3    |      |

(с Рибёрном)
| Соревнования/Сезоны | 1931 |
| ------------------- | ---- |
| Чемпионаты Канады   | 3    |